# Литвак, Хайме
Хайме Литвак Кинг (исп. Jaime Litvak King; 10 декабря 1933, Мехико — 2 октября 2006, Мехико) — мексиканский археолог и антрополог еврейского происхождения, специалист по доколумбовой истории Мезоамерики.

## Биография
Родился в Мехико в 1933 году в семье еврейских иммигрантов из Восточной Европы (мать — из Польши, отец — из Украины). Окончил еврейский колледж в Мехико, служил в мексиканской морской пехоте. Получил первое образование в городском колледже Мехико как экономист, затем окончил Национальную школу антропологии и истории в составе Национального автономного университета Мексики, защитив в 1963 году магистерскую диссертацию «Сиуатлан и Тепекоакуилько, две зависимые провинции Мексики в XVI веке» (исп. Cihuatlán y Tepecoacuilco, dos provincias tributarias de México en el siglo XVI).
С середины 1960-х гг. занимался внедрением компьютерных технологий в мексиканскую археологическую науку: сперва в Национальном институте археологии и истории, затем в 1967 г. основал и возглавил отдел компьютерных технологий в Национальном музее антропологии. В 1968—1970 гг. заведовал отделением археологии в Национальной школе антропологии. В 1970 г. защитил докторскую диссертацию «Долина Шочикалько: формирование и анализ статистической модели для региональной археологии» (исп. El valle de Xochicalco: formación y análisis de un modelo estadístico para la arqueología regional). В 1973—1985 гг. директор Института антропологических исследований в составе Национального автономного университета Мексики. В 1986—1989 гг. возглавлял отделение антропологии в Университете обеих Америк. Состоял в различных научных организациях, в том числе в Обществе американской археологии, которое в 2002 году удостоило его награды за жизненный вклад в науку.
Сестра — Лили Литвак де Кравцов (исп. Lily Litvak de Kravzov; род. 1938), мексиканский литературовед.